# Amaranthus ralletii
Amaranthus ralletii är en amarantväxtart som beskrevs av Contré. Amaranthus ralletii ingår i släktet amaranter, och familjen amarantväxter. Inga underarter finns listade i Catalogue of Life.